# Gloire (1904)
El Gloire fue un crucero acorazado de la Marina Francesa construido en los astilleros de Lorient (Francia) y botado el 27 de junio de 1900.

## Historia operacional
En 1914, el Gloire era usado como buque escuela. Al estallar la Primera Guerra Mundial, en agosto, fue transferido al Escuadrón Ligero del Canal de la Mancha, hasta abril de 1915. Fue transferido al Atlántico en 1916, para la persecución de corsarios alemanes en aguas de Canadá.
En mayo de 1918, el Gloire colisionó con el vapor norteamericano City of Athens y tuvo que ser reparado en el puerto de New York. 
El crucero acorazado fue desguazado en Brest en 1922.

## Anexos
- Anexo:Cruceros acorazados por país

- Datos: Q5502102
- Multimedia: Gloire (ship, 1900) / Q5502102